# Frankfurter Allgemeine Zeitung
Frankfurter Allgemeine Zeitung (скор. FAZ або F.A.Z.; вимовляється Фра́нкфуртер а́льґемайне ца́йтунг; пер. з нім. Франкфуртська загальна газета) — німецька надрегіональна якісна газета, заснована у 1949 році у місті Франкфурт-на-Майні.
Виходить щодня та має окремий недільний випуск «Франкфуртер Альґемайне Зонтагсцайтунг» (Frankfurter Allgemeine Sonntagszeitung). Видання є одним з найбільш тиражних серед усієї щоденної якісної преси Німеччини та має найбільше розповсюдження за кордоном (148 країн).
Власником FAZ, що за своєю структурою є акціонерним товариством закритого типу, є незалежний фонд FAZIT-Stiftung, якому належить 93,7 % акцій газети.
FAZ позиціонує себе як правоцентристське, ліберально-консервативне видання. У той же час газета не є прихильником жодної з політичних сил Німеччини. Зміст газети орієтований на політичну та економічну еліту країни, тому FAZ позиціонує себе як «газета для розумних голів» (die Tageszeitung der klugen Kopfe).
Однією з особливостей FAZ є те, що політику видання визначає не один головний редактор, а колегія у складі чотирьох чоловік. 

## Історія видання
Важливу роль у створенні FAZ зіграв прийнятий на початку 1949 року закон про пресу, що дозволяв будь-якому пересічному німцю відкривати видання на засадах так званої «загальної ліцензії» (Generallizenz) і поширювати його на територію усієї країни. До цього ліцензію надавала окупаційна влада, через що газети мали змогу виходити лише на території певної окупаційної зони.
FAZ було засновано того ж року за рішенням створеного двома роками раніше співтовариства підприємців Beschluss der Wirtschaftspolitischen Gesellschaft, члени якого жадали ширшого оприлюднення своїх думок та поглядів. Всього у створенні газети взяли участь 72 акціонери, які зробили внески до 5 тисяч рейхсмарок кожен.
Від початку газету очолили Ганс Баумгартен, Єріх Домбровскі, Карл Корн, Павел Зете та Еріх Вельтер. Зокрема Вельтер досвід роботи редактором спочатку у берлінській «Фоссіше Цайтунг» (Vossische Zeitung), яку було закрито нацистами у 1934 році, і заступником головного редактора «Франкфуртер Цайтунг» (Frankfurter Zeitung), єдиної газети, що була непідконтрольною міністерству пропаганди Геббельса та була ліквідована 1943 року наказом Адольфа Гітлера. На першому етапі більшу частину працівників FAZ складали колишні журналісти саме «Франкфуртер Цайтунг», тому FAZ вважається її наступницею.
Перший номер FAZ вийшов 1 листопада 1949 року накладом 61 тисяча примірників з підзаголовком «Газета для усієї Німеччини». До вересня 1950 року газету друкували у Майнці.

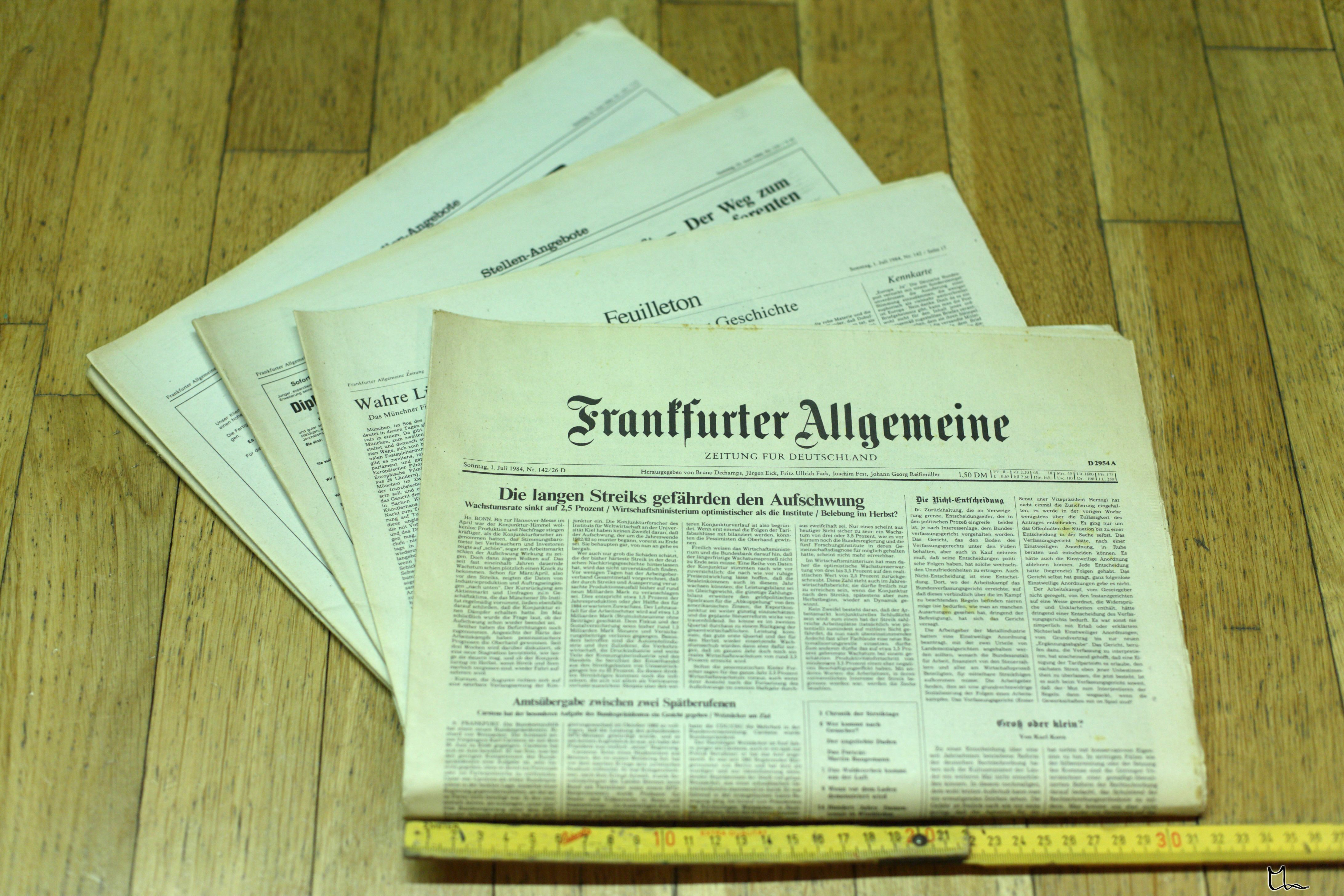
FAZ зразка 1984 року

У 1959 році було створено фонд FAZIT-Stiftung, якому сьогодні належить контрольний пакет акцій видання. Це уможливило незалежність FAZ від приватних акціонерів та політичних сил. Прибутки, які фонд отримує від видання, використовуються у благодійних цілях, як то допомога музеям, бібліотекам та навчальним закладам, фінансування наукових стипендій та грантів.
Від самого початку існування FAZ дотримувалася суворого стандарту в оформленні, що передбачав відсутність ілюстрацій на першій сторінці та суто чорно-білу гамму. Знехтували їм лише двічі: 4 жовтня 1990 року на обкладинці FAZ з'явилося фото людей на фоні Рейхстага, що святкували День об'єднання Німеччини; 12 вересня 2001 року, після терактів 11 вересня, FAZ надрукувала зображення будівлі Всесвітнього торгового центру у Нью-Йорку та фото американського президента Джорджа Буша молодшого.
На початку ХХІ століття FAZ почала стрімко зростати. З'явилися окремі секції про події Берліна та Мюнхена. Почався випуск міжнародної версії газети англійською мовою, що вміщувала переклади матеріалів FAZ на 8 сторінках. Вона виходила щодня і розповсюджувалася разом з «Інтернешнал Геральд Трібьюн». Тим не менш у 2002 році FAZ зазнала втрат у розмірі 60,6 млн євро, через що у 2004 році газета відмовилася від секцій для Берліна і Мюнхена та скоротила міжнародну версію до щотижневого таблоїда.
Аби зупинити скорочення прибутків, у 2007 власники вирішили змінити дизайн видання та постійно друкувати зображення на першій шпальті, що викликало жваві дискусії у німецькому суспільстві. Тим не менш це не допомогло. 2012 року FAZ втратила 4.3 млн євро прибутку від реклами, через що довелося скоротити кількість сторінок, а заразом і штат видання. У 2014 році керівництво FAZ заявило, що має наміри заощаджувати близько 20 млн євро щороку до 2017-го, а також скоротити від 200 до 900 робочих місць.
Протягом років FAZ здійснювала вагомий вплив на суспільне життя у Німеччині та світі. Так, під час обговорення реформи німецького правопису у 1996 році газета відстоювала стару орфографію. У грудні 1999 року на сторінках видання з'явилася стаття майбутнього канцлера Ангели Меркель, звинуватила діючого на той момент канцлера Гельмута Коля та закликала  німецьке суспільство до нового курсу.
У 2006 році FAZ була заборонена в Єгипті через низку статей, що нібито паплюжили Іслам. У 2008 році газету знову було заборонено, цього разу вже через друкування коміксів із зображенням пророка Мухаммеда.
У 2012 року FAZ зазнала нищівної критики у Іспанії через своє негативне ставлення до міграції іспанців у Німеччину через економічну кризу в країні.

## Газета

### Формат
Від самого початку існування FAZ виходить у нордичному форматі паперу, який становить 400 міліметрів у ширину та 570 — у висоту. Завдяки цьому приблизна площа розгортки становить близько 0,5 м2, що дозволяє умістити на ньому до 65 200 літер. На думку видавців, саме великий формат сторінки найбільше підходить для якісної журналістики FAZ.
Кожний випуск складається щонайменше з чотирьох основних «книжок», що є тематичними розділами газети, також з кількох додатків.
У 2007 році як реакція на скорочення накладів була проведена реформа дизайну видання. На сторінках з'явилися кольорові зображення. Також кольором почали виділятися назви рубрик та матеріалів, а також ключові слова у статтях. Традиційний чорно-білий, консервативний стиль зберігся суто в логотипі.
Разом із тим велике значення стали приділяти першій шпальті. Її особливостями стали наявність суто одного великого зображення (фотографія або малюнок) та особливе розміщення матеріалів.

### Зміст
FAZ містить на декілька тематичних розділів:
1. Політика. Зазвичай розділ відкриває коментар та продовження матеріалу з обкладинки, який формує цілісну картину сприйняття. Далі розміщуються новини, звіти та репортажі про події Німеччини та світу. Завершує розділ коментар, у якому виводиться підсумок висвітлених тем.
2. Фейлетон. Розділ присвячений аналізу культури та науки. Редактори висвітлюють останні події зі світу літератури, театру та опери, намагаються спрогнозувати подальший розвиток суспільства.
3. Економіка. Маючи статус однієї з провідних ділових газет, FAZ висвітлює економіку від місцевого до світового рівня та охоплює усі галузі та ринки. Розділ вважається одним з обов'язкових для прочитання, оскільки економіка стосується кожного, і без економічного контексту неможливо осягнути політичні процеси.
4. Фінанси і спорт. Перша частина містить усі відомості про фінансові ринки та їх аналіз. Другий присвячений світу спорту у всьому його різноманітті. По понеділках виходить додатковий розділ, що стосується футболу.
5. Газета Рейну-Майну. Додаток, що розповідає про різноманітні події у Франкфурті та регіоні.
6. Додатки та спеціальні сторінки. Щодня газета доповнюється тематичним додатком. У вівторок це «Техніка та автомобілі», у середу — «Природничі та гуманітарні науки», у четвер — «Журнал подорожей», у п'ятницю — «Нерухомість», у суботу — «Ринок мистецтв» і «Кар'єра та можливості».[7]

Протягом років існування FAZ створювала імідж видання для мислячої аудиторії, яке ставить правду поперед усього. Попри те, що газета має чітко визначену правоцентристську, ліберал-демократичну позицію, вона є форумом для коментаторів із різними точками зору. Особливо цим відрізняються матеріали розділу «Фейлетон» та недільного номера.
Головною рисою FAZ є чіткий розділ фактів та коментарів. 

### Наклади
Як і більшість німецьких газет, останніми роками FAZ демонструє тенденцію до зменшення накладу друкованої версії. Наприкінці 1992 року газета виходила у кількості 382 тисячі номерів. Протягом наступних 10 років наклади постійно зростали і сягнули 409тисячі примірників у 2001 році. Вже у 2003-му вони повернулися до позначки у 382 тисячі, на якій трималися до 2008 року. На сьогодні наклад FAZ становить 264 638 примірників, що на 33,9 % (135 679) менше за показник 1998 року. На передплату припадає 72,3 % від накладу.
За підрахунками видання, щодня випуск FAZ читає до мільйона людей.

### Frankfurter Allgemeine Sonntagszeitung
FAS є окремим недільним випуском FAZ та має власну редакцію з 40 журналістів. Газета містить аналіз усіх подій минулого тижня. Так само, як і FAZ, FAS має особливу структуру першої шпальти і побудову номера. У логотипі робиться акцент на тому, що це само окремий недільний номер, а не черговий випуск FAZ. Газета складається з розділів: «Політика», «Життя», «Економіка», «Спорт», «Гроші та більше», «Фейлетон», «Помешкання», «Техніка та автомобілі», «Наука», «Подорожі», «Ринок праці».
На даний момент наклади та аудиторія FAS перевищує показники FAZ. Щонеділі друкується 276 030 примірників, а загальна аудиторія складає 1,13 млн людей.

## Інтерактивні сервіси

### FAZ.net[Архівовано22 березня 2017 уWayback Machine.]
З метою інформування свого читача 24 години на добу у 2001 році FAZ запустила власний сайт. Сьогодні він має дві форми: повноцінну вебверсію для користувачів персональних комп'ютерів та мобільний аналог. Дизайн сайту нагадує друковану версію видання: у шапці розташований традиційний логотип FAZ, а матеріали викладені у вигляді газетної шпальти.
Вебсайт має окрему редакцію, що тісно співпрацює з глобальними мережами кореспондентів FAZ та FAS. Основний зміст сайту — інформаційні матеріали, коментарі та ґрунтовна аналітика, що супроводжується ексклюзивними відео, прямими репортажами та інтерактивною графікою. Усі матеріали поділені за тематичними розділами газети, які можна знайти у меню сайту. Також існують спеціальні сторінки та блоги, при свячені певним темам чи подіям. Доступ до них є безкоштовним.
Окрім цього за допомогою FAZ.net можна отримати доступ до електронних версій друкованих номерів FAZ та FAS у форматі .pdf. Газету можна переглянути або безпосередньо на сайті, або ж замовити копію електронною поштою. Перші два-чотири тижні користування, в залежності від щоденної чи недільної версії, доступ до електронної газети є безкоштовним. По завершенню цього терміну можливо або оформити довгострокову передплату, або замовляти випуски окремо. Вартість щоденної версії складає 1.70 євро, недільної — 3.10.
Також FAZ.net надає змогу скористуватися численними інтерактивними сервісами, серед яких: таблиці фінансових ринків, розраховувачі тарифів на електроенегрію та газ, календар культурних заходів, результати спортивних подій, планування подорожей, замовлення квитків, ігри, телепрограма та погода.
За даними дослідження AGOF digital facts у липні 2015 року, середня місячна аудиторія FAZ.net склдає близько 6,55 млн унікальних відвідувачів.

### Мобільні додатки
Аби зробити газету доступнішою, FAZ розробили ряд мобільних додатків для смартфонів, планшетів та електронних книг, які функціонують на базі операційних систем iOS, Windows, Android та KindleFire. Завантажити їх можна безкоштовно на сайті видання [Архівовано 22 березня 2017 у Wayback Machine.]. Як і у випадку із електронною газетою, перші декілька тижнів користування є безкоштовними, після чого необхідно оформити передплату.
Головною рисою мобільних додатків FAZ є зручність. Читач може легко переміщатись між сторінками електронної газети, або обирати окремі матеріали. Більш того, додаток має функцію адаптації під окремого користувача, і через певний час самостійно відбирає матеріали за сферами його інтересів. Також додаток дозволяє виділити текст, його фрагмент або цілу сторінку газети та зберегти для відкладеного читання.

### Архів
Архів FAZ є одним з найбільших світових архівів прес-документів, фактів, коментарів та звітів з більш ніж 200 джерел та спеціалізованих баз даних. На сьогодні він містить близько 50 мільйонів статей та 50 тисяч досьє, найстаріші з яких датуються роком заснування газети (1949). Головне завдання архіву — слугувати інформаційною та довідковою базою для редакторів та журналістів FAZ. Разом із тим архів надає послуги зовнішнім клієнтам за умови придбання ліцензії. Пересічний читач FAZ може отримати доступ до будь-якого матеріалу з архіву за допомогою сайту видання. Вартість послуги складає 2.50 євро за матеріал.

## Редакція

### Склад
Щодня над створенням чергового випуску FAZ працюють близько 300 професійних та досвідчених журналістів, а також ще близько 100 дописувачів та 90 кореспондентів у Німеччині та всьому світі.
FAZ має одну з найрозгалуженіших кореспондентських мереж. Зокрема газета має корпункти у Брюсселі, Лондоні, Мадриді, Москві, Нью-Йорку, Парижі, Пекіні, Римі, Вашингтоні та Відні. Всередині країни FAZ має редакції у Берліні, Бонні, Дюссельдорфі, Дрездені, Гамбургу, Ганновері, Касселі, Лейпцигу, Мюнхені, Штутгарті та Вісбадені.
FAZ є єдиною газетою у Німеччині, що не має головного редактора. Видання очолює редакторська колегія, що сьогодні складається чотирьох чоловік і має у своєму складі одного голову, який обирається раз на рік. Їх головним завданням є визначення політичної, економічної та культурної політики видання на засадах колегіального принципу.
Зараз до її складу входять Вернер Д'Інка, Юрген Каубе, Бертольд Колєр та Хольгер Штельцнер.
Вернер Д'Інка (Werner D'Inka)

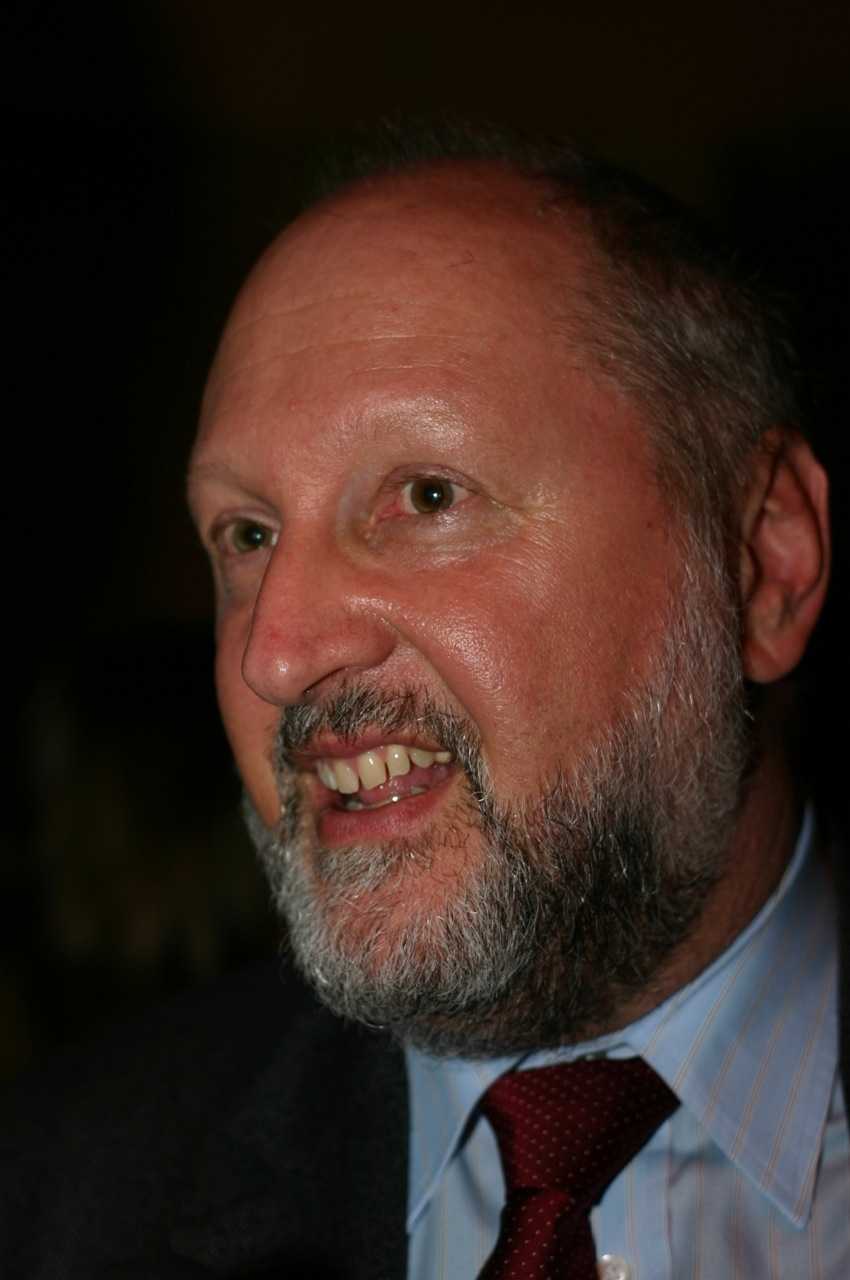
Вернер Д'Інка

Народився 16 листопада 1954 року у місті Фрайбург. Вивчав політику, журналістику та історію в Майнці та Вільному університеті Берліна. З 1980 по 1986 роки працював у відділі «Теле-FAZ», який очолив у 1984 році. Після цього до 1991 року обіймав посаду начальника виробництва (Chef-von-Dienst). Увійшов до складу редакторської колегії FAZ у 2005 році.
Юрген Каубе (Jürgen Kaube)

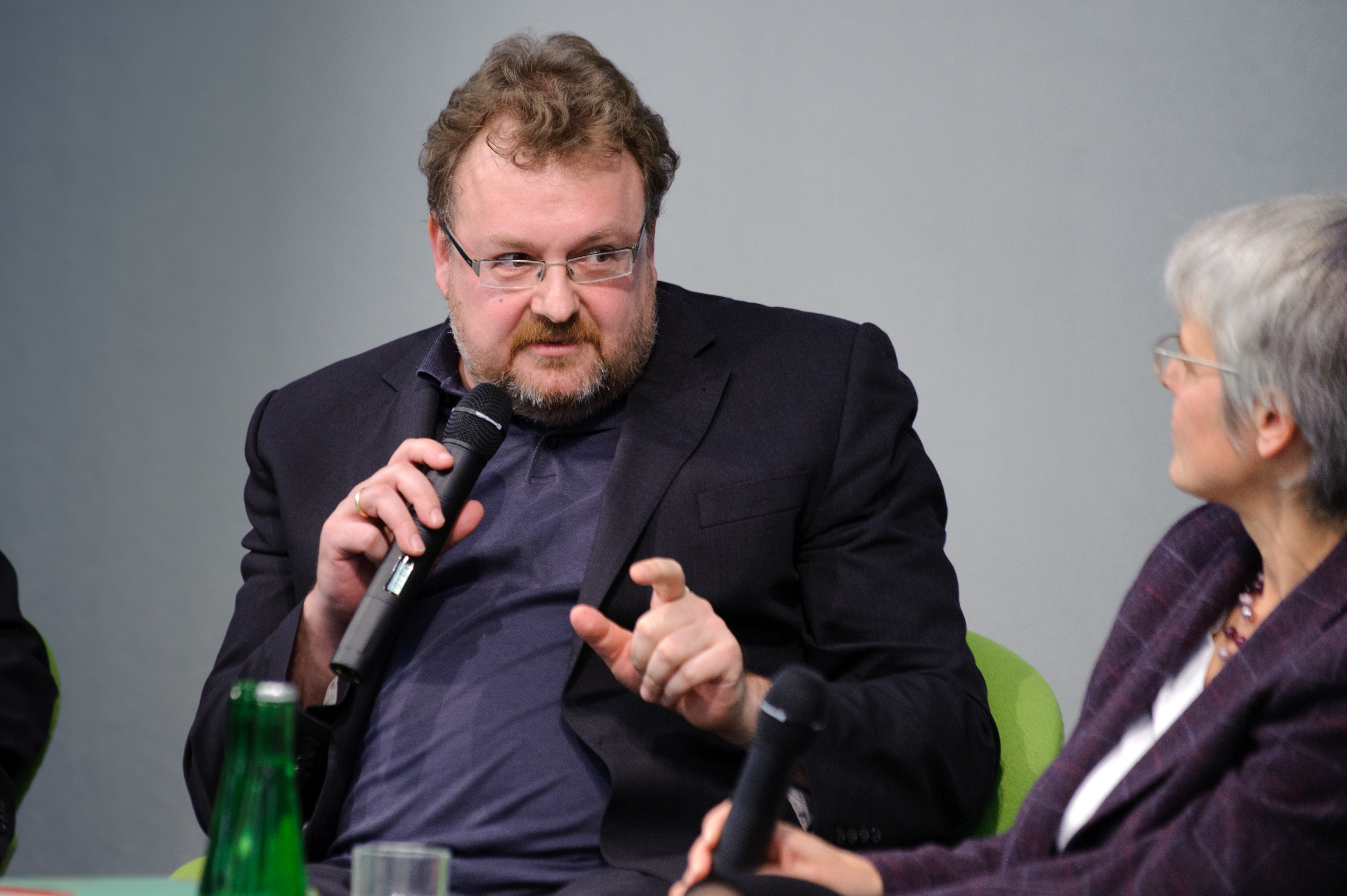
Юрген Каубе

Народився 19 червня 1962 року у місті Вормс-на-Рейні, Швабія. Вивчав філософію, германістику та історію мистецтв у Вільному університеті Берліна. Співпрацю із FAZ
розпочав у 1992 році як автор матеріалів для рубрики «Фейлетон». До штату газети увійшов у 1999 році, спочатку як кореспондент у Берліні, з вересня 2000 року — у Франкфурті. Як спеціаліст з питань науки та освіти, у 2008 році очолив відділ «Гуманітарні науки», у 2012-му — «Нова науково-популярна література». Пізніше став заступником відділу «Фейлетон». Посаду члена редакторської колегії обіймає з 1 січня 2015 року.
Бертольд Колєр (Berthold Kohler)
Народився 1962 року у місті Марктредвіц, Верхня Франконія. Після військової служби вивчав політичні науки в Університеті Бамберг та Лондонській школі економіки. Після стажування у 1989 році став журналістом відділу політики FAZ. Протягом дев'яностих років працював кореспондентом газети у Празі та Відні, звідки висвітлював події у Центральній та Південно-східній Європі. До складу редакторської колегії FAZ увійшов у 1999 році.
Хольгер Штельцнер (Holger Steltzner)
Вивчав банківську справу, економіку та право. Розпочав кар'єру у сімейному бізнесі, пізніше працював у сфері інвестиційного банкінгу. 1993 року став журналістом відділу «Фінанси» у FAZ, який очолив через шість років. Посаду у редакторської колегії зайняв у 2002 році.

### Як працює FAZ
Задля того, щоб повідомлення стало новиною, новина — аналітикою, а аналітика — коментарем, весь персонал FAZ, від кореспондентів до редакторів, працює в тісному зв'язку.
Написання матеріалу починається із пошуку інформації. Кореспондент дізнається про подію і проводить дослідження, під час якого виокремлює факти. Їх відправляють до редакції FAZ.net у Франкфурті, яка готує коротке повідомлення, що одразу ж з'явиться на сайті видання.
О 10.30 ранку очільники та редактори відділів отримують малу добірку новин та збираються на нараду. Під час зустрічі обговорюється ряд питань: чи дійсно це значуща тема, чи варто шукати додаткову інформацію, вийде це у газеті чи з'явиться в інтернет-версії. На подальших нарадах об 11 та 12 годинах вирішується, який кореспондент найкраще висвітлить ту чи іншу тему, визначається приблизний обсяг матеріалу та його розташування у номері. Паралельно із цим до роботи над матеріалом долучаються графічні редактори та дизайнери. Разом із тим кореспондент може будь-якої миті переписати чи збагатити матеріал, аби він залишався якомога точнішим та актуальнішим.
На нараді о 14.30 визначаються теми, що будуть висвітлені у головній та редакторських статтях, а також у коментарях.
Робота над матеріалами триває до 16.30, після чого формується завершальний макет номера. О 17.30 газету у електронному вигляді надсилають до друкарень у Німеччині та світі. Протягом вечора редагуються та доповнюються регіональні додатки.

## Визнання
1. EUROPEAN NEWSPAPER AWARD — у 2008 та 2009 роках FAZ та FAS здобули Нагороди за якість у різних номінаціях.
2. INTERNATIONAL NEWSPAPER OF THE YEAR — у 2009, 2011, 2012 та 2015 роках FAS була визнана «Міжнародною газетою року» за версією International Newspaper Awards.
3. BESTE WIRTSCHAFTSREDAKTION DEUTSCHLANDS — з 2003 року редакція економіки FAZ 9 раз отримувала нагороду як найкраща економічна редакція року у Німеччині.
4. WORLD'S BEST-DESIGNED NEWSPAPER — у 2002, 2006, 2007, 2009 та 2011 роках FAZ отримувала нагороду за найкращий дизайн газети від «Society for News Design».
5. LEAD AWARD — у 2012-му FAS була визнана газетою року, а портал FAZ.net посів друге місце у номінації «Найкращий вебжурнал року».
6. RED DOT DESIGN AWARD — у 2011 році додатку FAZ для iPhone була присуджена нагорода за найкращий дизайн.
7. GOOD DESIGN AWARD — FAZ.net та мобільні додатки FAZ здобули нагороду за найкращий дизайн у 2012 році.
8. HÖCHSTE ZEITUNGSQUALITÄT — у 2006, 2008, 2010 та 2012 роках FAZ отримувала нагороди за найкращу якість друку.

Протягом багатьох років журналісти та редакції FAZ визнавалися найкращими за підсумками року у Німеччині.